# Rugby a 15 nel 1930

## Attività internazionale

### Tornei per nazioni
|  | Cinque nazioni | Inghilterra |

### I tour
- Il Tour dei Lions' è l'evento dell'anno: perdono la serie 1-3 contro la Nuova Zelanda e 0-1 contro l'Australia.

Questi i test ufficiali
| Dunedin 21 giugno 1930 | Nuova Zelanda | 3 – 6 | Gran Bretagna | (Carisbrook) |

| Christchurch 5 luglio 1930 | Nuova Zelanda | 13 – 10 | Gran Bretagna |  |

| Auckland 26 luglio 1930 | Nuova Zelanda | 15 – 10 | Gran Bretagna | (Eden Park) |

| Wellington 9 agosto 1930 | Nuova Zelanda | 22 – 8 | Gran Bretagna | (Athletic Ground) |

| Sydney 30 agosto 1930 | Australia | 6 – 5 | Gran Bretagna | Cricket ground |

### Altri Test
| Arbitro: | D.Helliwell |

|  |           |                                                                                    |
|  | Marcatori | mete: Ambert, Bioussa Majerus 2, Samatan Taillantou 3 trasf.: Ambert 2 c.p.: Haget |

| Dresda 18 maggio 1930 | Germania | 5 – 0 | Spagna |  |

| Oamaru 18 giugno 1930 | Nuova Zelanda XV | 34 – 6 | North Otago |  |

| Vancouver 24 settembre 1930 | Columbia Britannica | 3 – 3 | Giappone | Brockton Oval |

| Bruxelles 1930 | Belgio | 11 – 0 | Paesi Bassi |  |

| 1930 | Paesi Bassi | 0 – 6 | Belgio |  |

## I Barbarians
Nel 1930 la squadra ad inviti dei Barbarians ha disputato i seguenti incontri:
| Northampton 6 marzo 1930 | East Midlands | 6 – 22 | Barbarians |  |

| Penarth 18 aprile 1930 | Penarth RFC | 9 – 24 | Barbarians |  |

| Cardiff 19 aprile 1930 | Cardiff RFC | 11 – 9 | Barbarians | Arms Park |

| Swansea 21 aprile 1930 | Swansea RFC | 5 – 6 | Barbarians | (Saint Helen's) |

| Newport 22 aprile 1930 | Newport RFC | 23 – 13 | Barbarians | (Rodney Parade) |

| Leicester 26 dicembre 1930 | Leicester Tigers | 6 – 13 | Barbarians | (Welford Road) |

## La nazionale italiana
Secondo match della storia e prima vittoria. Avversario è ancora la Spagna. Un match organizzato mentre la federazione è stata soppressa e commissariata dal CONI, che ne affidata la gestione ad un direttorio della Federazione Italiana Giuoco Calcio. Anche la nazionale è affidata ad un ex giocatore di calcio, Arturo Cameroni.
In ogno caso arriva una insperata vittoria.
| Arbitro: | L. Mailhan |

|                    |           |  |
| mete: 51' Vinci II | Marcatori |  |

## Campionati Nazionali
| Argentina            | Camp. di Buenos Aires | CASI           |
| Francia              | Campionato 1929-30    | Agen           |
| Italia               | Campionato 1929-30    | Amatori Milano |
| Nuovo Galles del Sud | Shute Shield          | Randwick DRUFC |
| Sudafrica            | Currie Cup:           | non disputata  |
| Romania              | Campionato            | Stadiul Roman  |
| Spagna               | Copa del Rey          | FC Barcelona   |